# بزدیتشی و ترناوکی
بزدیتشی و ترناوکی (به چکی: Bezděčí u Trnávky) یک منطقهٔ مسکونی در جمهوری چک است که در ناحیه سویتاوی واقع شده‌است. بزدیتشی و ترناوکی ۷ کیلومتر مربع مساحت و ۲۲۳ نفر جمعیت دارد و ۳۱۸ متر بالاتر از سطح دریا واقع شده‌است.